# Mica Levi
Mica Levi (Surrey, febrero de 1987), nombre artístico Micachu, es una persona británica que se dedica a cantar, componer y producir canciones. Levi tiene formación clásica y lleva desde 2008 lanzando música pop experimental con su banda Good Sad Happy Bad (anteriormente conocida como Micachu and the Shapes), incluido su álbum debut Jewellery en 2009.
En 2014, Levi empezó a trabajar en composición cinematográfica y compuso la música para la película de Jonathan Glazer Under the Skin. Su trabajo fue ampliamente elogiado y Levi recibió un Premio de Cine Europeo al Mejor Compositor y una nominación al Premio BAFTA a la mejor música original. La banda sonora que compuso para Jackie de Pablo Larraín recibió una nominación a Premio Óscar a la mejor música original.

## Infancia
Levi nació y creció en Surrey, Inglaterra.

## Música
Levi se mudó a Londres cuando era adolescente, actuó como DJ y lanzó un mixtape titulado Filthy Friends, que publicó en su página oficial de Myspace.
Levi formó parte de la banda sonora de Ceremony de Phil Collins en el Festival Internacional de Mánchester de 2017.

### The Shapes / Good Sad Happy Bad
Levi formó una banda llamada Micachu and the Shapes, con Raisa Khan al teclado y Marc Pell de batería. Firmaron con Accidental Records. En esta banda, Levi se enfocó en música pop experimental. Gran parte de su música presentaba de manera destacada una media guitarra acústica con varias afinaciones no estándar, distorsión extensa y uso de ruido y elementos de objetos encontrados, así como ocasionales compases inusuales. A pesar del enfoque experimental, Levi categoriza su producción en la banda como "música pop".
Su álbum debut, Jewellery, producido con el músico electrónico Matthew Herbert, se grabó en los estudios de composición de Levi en Guildhall School. A raíz de los crecientes rumores, Micachu and the Shapes firmaron con Rough Trade, que lanzó Jewellery el 9 de marzo de 2009 elogiado por la crítica. La banda actuó con la London Sinfonietta en Kings Place, Londres, en mayo de 2010, y en marzo de 2011 lanzaron la grabación en vivo en el álbum Chopped and Screwed. La continuación de su debut, Never, fue lanzado el 23 de julio de 2012. Posteriormente, la banda lanzó el álbum Good Sad Happy Bad el 11 de septiembre de 2015.
En marzo de 2016, la banda anunció en las redes sociales el cambio de su nombre a Good Sad Happy Bad. Posteriormente, la banda se expandió a un cuarteto, agregando al multiinstrumentista y productor CJ Calderwood, y Raisa Khan pasaría a ser la vocalista principal de la banda.

## Bandas sonoras de películas
La primera banda sonora importante de Levi fue para la película de Jonathan Glazer de 2014, Under the Skin. La película está basada en la novela homónima de Michel Faber y está protagonizada por Scarlett Johansson. La produjo a los 26 años y la creó en colaboración con Glazer. Los temas musicales de Levi están tan estrechamente entrelazados en la película que ayuda a aportar una cualidad simbiótica a la película en la que lo auditivo se siente inseparable de lo visual. La banda sonora fue muy bien recibida por la crítica por traspasar los límites de la música y el diseño de sonido, y Levi recibió nominaciones a múltiples premios. Ganó el premio al Mejor Compositor en los Premios del Cine Europeo de 2014, y empató con Jonny Greenwood en la categoría de Mejor Música/Partitura en los Premios de la Crítica de Cine de Los Ángeles de 2014. También recibió una nominación al Premio BAFTA 2015 a la Mejor Música de Película.
En 2016, Levi completó su segunda banda sonora importante, para la película biográfica de Jacqueline Kennedy Onassis, Jackie, de Pablo Larraín. Larraín había sido jurado en el Festival de Cine de Venecia de 2013 y pensaba que Under the Skin se merecía un premio de música cinematográfica. El compositor Ryuichi Sakamoto, también miembro del jurado, quedó cautivado por la audaz banda sonora de Levi para la película, y tanto él como Larraín hablaron apasionadamente ello, lo que contribuyó a su colaboración en Jackie. Levi recibió una nominación a Mejor Banda Sonora Original en la 89ª edición de los Premios Óscar  pero perdió ante Justin Hurwitz por La La Land.
Levi trabajó en la banda sonora de la película de ciencia ficción de 2017 Marjorie Prime y su tercera banda sonora importante fue para la película Monos de 2019. En diciembre de 2019, se anunció que escribirían la banda sonora de la película de suspense y comedia negra Zola.
En 2020, Levi compuso la banda sonora de Mangrove, el primer episodio largometraje de la serie Small Axe de Steve McQueen para la BBC/Amazon.
En 2023 Levi compuso la banda sonora de The Zone of Interest, dirigida por Jonathan Glazer. Ganó el Premio a la Banda Sonora en el Festival de Cine de Cannes.

## Vida personal
En diciembre de 2020, Levi declaró que es de género no binario y su pronombre es elle.

## Discografía

### Álbumes de estudio
| Año  | Detalles del álbum |
| ---- | --- |
| 2016 | Remain Calm (con Oliver Coates) - Lanzamiento: 25 de octubre de 2016 - Discográfica: Slip - Formatos: CD, descarga digital, LP |
| 2016 | Jackie (BSO) - Lanzamiento: 16 de diciembre de 2016 - Discográfica: Milan - Formatos: CD, descarga digital, LP                 |
| 2018 | Slow Dark Green Murky Waterfall (con Eliza McCarthy) - Lanzamiento: 24 de octubre de 2018 - Discográfica: Slip - Formato: EP   |
| 2019 | Monos (BSO) - Lanzamiento: 30 de agosto de 2019 - Discográfica: Invada, Lakeshore - Formatos: CD, descarga digital, LP         |
| 2020 | Ruff Dog - Lanzamiento: 16 de diciembre de 2020 - Discográfica: Autoeditado - Formatos: Descarga digital, LP                   |
| 2021 | Blue Alibi - Lanzamiento: 27 de enero de 2021 - Discográfica: Autoeditado - Formatos: Descarga digital, LP                     |
| 2021 | Zola (BSO) - Lanzamiento: 1 de julio de 2021 - Discográfica: Invada - Formatos: Descarga digital, LP                           |

### Mixtapes
| Año  | Detalles del mixtape |
| ---- | --- |
| 2009 | Filthy Friends - Lanzamiento: 9 de febrero de 2009 - Discográfica: Autoeditado - Formatos: CD, descarga digital                                                                            |
| 2010 | Kwesachu Mixtape Vol.1 con Kwes - Lanzamiento: 5 de junio de 2009 - Discográfica: Autoeditado - Formatos: Cinta de casete, descarga digital                                                |
| 2011 | Meat Batch con Lubina Kwake - Lanzamiento: 22 de marzo de 2011 - Discográfica: Para BTS Radio - Formatos: Descarga digital                                                                 |
| 2011 | Mixtape Chopped & Screwed con Brother May - Lanzamiento: 2011 - Discográfica: Autoeditado - Formatos: Descarga digital                                                                     |
| 2012 | Kwesachu vol. 2 con Kwes - Lanzamiento: 30 de abril de 2012 - Discográfica: Autoeditado - Formatos: Cinta de casete, descarga digital                                                      |
| 2014 | Feeling Romantic Feeling Tropical Feeling Ill - Lanzamiento: 27 de noviembre de 2014 - Discográfica: Autoeditado (Demdike Stare Autoeditado) - Formatos: Cinta de casete, descarga digital |

### Sencillos/EP
- "Taz and May Vids" (2016) (con Tirzah y Brother May)
- "Clothes Wear Me" (2016) (con KEVIN)
- "Delete Beach" (2017)
- "Obviously" (2018) (con Tirzah como Taz & Meeks)
- "Skunk Boy" (2022)

### Producciones
| Año  | Artista                                        | Título                                                                                            | Álbum                                                                                    | Discográfica                   | Créditos |
| ---- | ---------------------------------------------- | ------------------------------------------------------------------------------------------------- | ---------------------------------------------------------------------------------------- | ------------------------------ | --- |
| 2023 | Tirzah                                         | Todas las pistas                                                                                  | Trip9love (LP)                                                                           | Domino                         | Producción                                                                                                  |
| 2021 | Arca                                           | "Muñecas"                                                                                         | Kick II (LP)                                                                             | XL                             | Coproducción con Arca                                                                                       |
| 2021 | Tirzah                                         | todas las pistas                                                                                  | Colourgrade (LP)                                                                         | Domino                         | Producción, mezclado junto a Kwes                                                                           |
| 2019 | Wiki                                           | 'Dame Aquí (feat. Princess Nokia)'                                                                | Oofie (LP)                                                                               | Wikset                         | Coproducción con Alex Epton, Rob Mack y Tony Seltzer                                                        |
| 2019 | Mica Levi                                      | todas las pistas                                                                                  | Monos (BSO, LP)                                                                          | Invada, Lakeshore              | Composición, Producción                                                                                     |
| 2019 | Brother May                                    | todas las pistas                                                                                  | Aura Type Orange (LP)                                                                    | autoeditado                    | Producción de todas las pistas; Coproducción de 'Reppin' con Rob McCormack y 'Backpack Melody' con Coby Sey |
| 2018 | Tirzah                                         | todas las pistas                                                                                  | Devotion (LP)                                                                            | Domino                         | Producción, mezclado junto a Kwes                                                                           |
| 2018 | Taz & Meeks                                    | 'Obviously'                                                                                       | Taz & Meeks / Brother May / Coby Sey (Compilation EP); Curl Compilation (Compilation LP) | Curl                           | Producción                                                                                                  |
| 2017 | Mica Levi                                      | todas las pistas                                                                                  | Delete Beach (Single)                                                                    | DDS                            | Producción                                                                                                  |
| 2016 | Mica Levi                                      | todas las pistas                                                                                  | Jackie (BSO, LP)                                                                         | Milan                          | Composición, Producción                                                                                     |
| 2016 | Mica Levi & Oliver Coates                      | todas las pistas                                                                                  | Remain Calm (LP)                                                                         | Slip                           | Coproducción con Oliver Coates                                                                              |
| 2016 | Good Sad Happy Bad                             | todas las pistas                                                                                  | Mash One / Looking Up at the Sun (Single)                                                | autoeditado                    | Coproducción formando parte de Good Sad Happy Bad                                                           |
| 2016 | Brother May                                    | todas las pistas                                                                                  | May & Meeks (EP)                                                                         | Curl                           | Producción de todas las pistas, mezcla                                                                      |
| 2016 | Mica Levi                                      | todas las pistas                                                                                  | Taz & May Vids (EP)                                                                      | DDS                            | Producción de todas las pistas, mezcla                                                                      |
| 2015 | Wiki                                           | 'Cherry Tree'                                                                                     | Lil Me (Mixtape)                                                                         | Letter Racer                   | Coproducción con Sporting Life                                                                              |
| 2015 | Tirzah                                         | todas las pistas                                                                                  | Make It Up (Single)                                                                      | Greco Roman                    | Producción                                                                                                  |
| 2014 | DELS                                           | 'RGB'                                                                                             | Petals Have Fallen (LP)                                                                  | Big Dada                       | Producción                                                                                                  |
| 2014 | Mica Levi                                      | todas las pistas                                                                                  | Feeling Romantic Feeling Tropical Feeling Ill (Mixtape)                                  | DDS                            | Composición, Producción                                                                                     |
| 2014 | Micachu and the Shapes                         | todas las pistas                                                                                  | Good Sad Happy Bad (LP)                                                                  | Rough Trade                    | Coproducción como parte de Micachu and the Shapes                                                           |
| 2014 | Tirzah                                         | todas las pistas                                                                                  | No Romance (EP)                                                                          | Greco Roman                    | Producción                                                                                                  |
| 2014 | Mica Levi                                      | todas las pistas                                                                                  | Under the Skin (BSO, LP)                                                                 | Rough Trade, Milan             | Producción                                                                                                  |
| 2013 | Tirzah                                         | todas las pistas                                                                                  | I'm Not Dancing (EP)                                                                     | Greco Roman                    | Producción                                                                                                  |
| 2012 | Micachu and the Shapes                         | todas las pistas                                                                                  | Never (LP)                                                                               | Rough Trade                    | Coproducción como parte de Micachu and the Shapes                                                           |
| 2012 | Kwesachu                                       | todas las pistas                                                                                  | Kwesachu Vol. 2 (Mixtape)                                                                | autoeditado                    | Producción con Kwes                                                                                         |
| 2011 | DELS                                           | 'Violina', 'Melting Patterns'                                                                     | Gob (LP)                                                                                 | Big Dada                       | Producción                                                                                                  |
| 2011 | Micachu hosted by Brother May                  | todas las pistas                                                                                  | Chopped & Screwed Mixtape (Mixtape)                                                      | autoeditado                    | Producción                                                                                                  |
| 2011 | Micachu & Kwake Bass                           | todas las pistas                                                                                  | Meat Batch (Mixtape)                                                                     | BTS Radio                      | Producción                                                                                                  |
| 2010 | Micachu & the Shapes con la London Sinfonietta | todas las pistas                                                                                  | Chopped & Screwed (LP)                                                                   | Remote Control and Rough Trade | Coproducción como parte de Micachu and the Shapes                                                           |
| 2009 | Kwesachu                                       | la mayoría de las pistas incluyendo Closer (cover de la canción de Ne-Yo) junto a Romy of The xx' | Kwesachu Mixtape Vol.1 (Mixtape)                                                         | autoeditado                    | Producción con Kwes                                                                                         |
| 2009 | Micachu and the Shapes                         | todas las pistas                                                                                  | Jewellery (LP)                                                                           | Rough Trade                    | Coproducción como parte de Micachu and the Shapes, junto a Matthew Herbert                                  |
| 2009 | Micachu                                        | la mayoría de las pistas                                                                          | Filthy Friends (Mixtape)                                                                 | autoeditado                    | Producción                                                                                                  |

### Colaboraciones como artista
- Speech Debelle - "Better Days" (2009)
- Babyfather - "God Hour" (2016)
- Arca - "Think Of" and "Baby Doll" (2016)
- Mount Kimbie - "Marilyn" (2017)
- Stubborn - Mid (2020)
- Bar Italia - letting go makes it stay (2021)

## Premios y reconocimientos
| Año  | Asociación                                                                  | Categoría                           | Trabajo nominado     | Resultado  | Ref.   |
| ---- | --------------------------------------------------------------------------- | ----------------------------------- | -------------------- | ---------- | ------ |
| 2013 | Cine Independiente Británico                                                | Mejor logro técnico                 | Under the Skin       | Nominación | [ 25 ] |
| 2014 | Academia Británica de las Artes Cinematográficas y de la Televisión (BAFTA) | Mejor música original               | Under the Skin       | Nominación | [ 26 ] |
| 2014 | Asociación de Críticos de Cine de Chicago                                   | Mejor banda sonora original         | Under the Skin       | Ganador    | [ 27 ] |
| 2014 | Academia de cine europeo                                                    | Mejor compositor europeo            | Under the Skin       | Ganador    | [ 28 ] |
| 2014 | Círculo de Críticos de Cine de Londres                                      | Technical Achievement Award         | Under the Skin       | Ganador    | [ 29 ] |
| 2014 | Asociación de Críticos de Cine de Los Ángeles                               | Mejor banda sonora original         | Under the Skin       | Ganador    | [ 30 ] |
| 2014 | Asociación de Críticos de Cine de Washington D. C.                          | Mejor banda sonora original         | Under the Skin       | Ganador    | [ 31 ] |
| 2015 | Asociación Estadounidense de Compositores, Autores y Editores               | Mejor banda sonora                  | Under the Skin       | Nominación | [ 32 ] |
| 2016 | Óscar                                                                       | Mejor banda sonora original         | Jackie               | Nominación | [ 33 ] |
| 2016 | Asociación de Críticos de Cine de Austin                                    | Mejor banda sonora                  | Jackie               | Nominación | [ 34 ] |
| 2016 | Asociación de Críticos de Cine de Boston                                    | Mejor uso de música en una película | Jackie               | Ganador    | [ 35 ] |
| 2016 | Academia Británica de las Artes Cinematográficas y de la Televisión (BAFTA) | Mejor banda sonora original         | Jackie               | Nominación | [ 36 ] |
| 2016 | Asociación de Críticos de Cine de Chicago                                   | Mejor banda sonora original         | Jackie               | Ganador    | [ 37 ] |
| 2016 | Asociación de la Elección de la Crítica Cinematográfica                     | Mejor banda sonora                  | Jackie               | Nominación | [ 38 ] |
| 2016 | Asociación de Críticos de Cine de Dallas-Fort Worth                         | Mejor banda sonora musical          | Jackie               | 2.º        | [ 39 ] |
| 2016 | Premios de Música de Hollywood de Medios de Comunicación                    | Mejor banda sonora de película      | Jackie               | Nominación | [ 40 ] |
| 2016 | Asociación de Críticos de Cine de Houston                                   | Mejor banda sonora original         | Jackie               | Nominación | [ 41 ] |
| 2016 | Círculo de Críticos de Cine de Londres                                      | Logro técnico del año               | Jackie               | Nominación |        |
| 2016 | Asociación de Críticos de Cine de Los Ángeles                               | Mejor música                        | Jackie               | Nominación | [ 42 ] |
| 2016 | Asociación de Críticos de Cine de Washington D. C.                          | Mejor banda sonora                  | Jackie               | Nominación | [ 43 ] |
| 2020 | Premios Platino                                                             | Mejor banda sonora original         | Monos                | Nominación | [ 44 ] |
| 2020 | Asociación de Críticos de Cine de Los Ángeles                               | Mejor música                        | Lovers Rock          | Nominación | [ 45 ] |
| 2023 | Festival de Cine de Cannes                                                  | Premio a la banda sonora            | The Zone of Interest | Ganador    | [ 46 ] |